# Chiesa dell'Annunziata (Maratea)
La chiesa dell'Annunziata è una delle tre chiese presenti lungo il corso principale del centro storico di Maratea, in provincia di Potenza.
È la chiesa vicaria della parrocchia del Borgo, e, in modo particolare nei mesi invernale, sostituisce in gran parte delle funzioni la chiesa madre.

## Storia
I primi documenti che citano la chiesa, sotto forma di cappella, risalgono al XVI secolo.
Tra il 1585 e il 1589 fu al centro di una disputa ecclesiastica con la chiesa madre di Santa Maria Maggiore: l'Annunziata era stata elevata a parrocchia separata dall'altra chiesa, suscitando le ire del parroco del paese, che riuscì ad ottenere la supremazia della sua parrocchia, delegando l'Annunziata a vicaria perpetua.
Nel seicento la primitiva cappella fu elevata a dignità di chiesa, e nel 1690 contava ben undici altari.

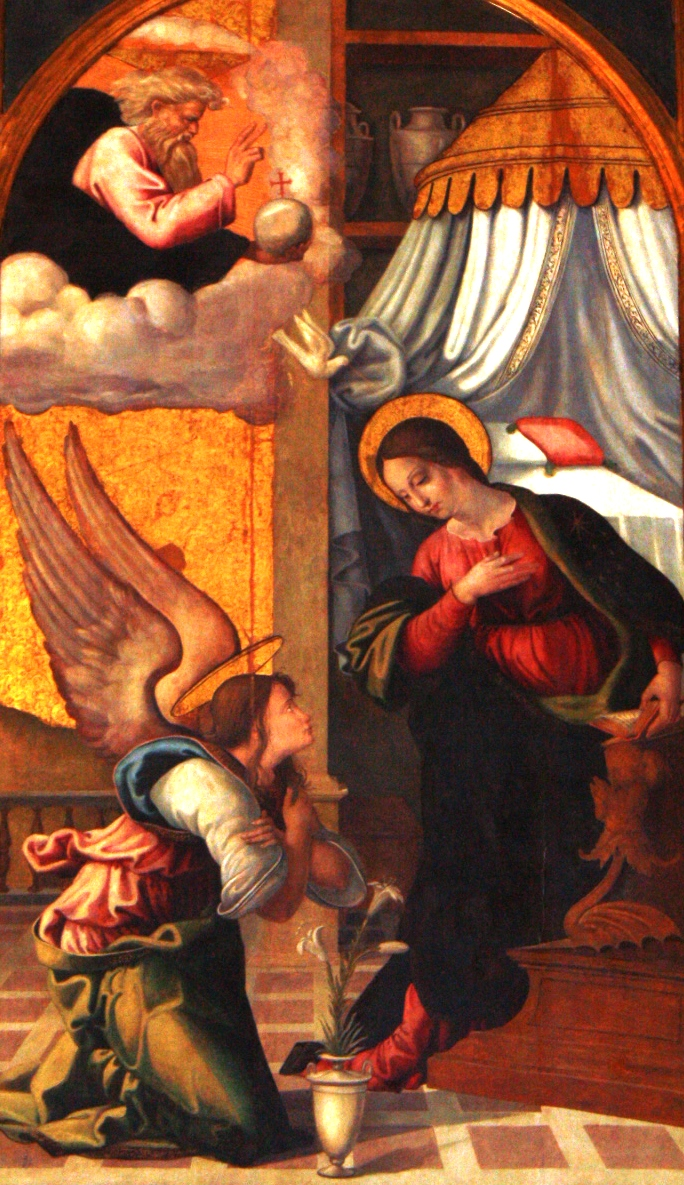
La tavola dell’Annunciazione, opera cinquecentesca attribuita a Simone da Firenze.

Nel 1748 furono condotti gli ultimi grandi lavori di ampliamento, e probabilmente risalgono a quest'epoca gli abbellimenti in stile barocco all'interno.

## Architettura ed Arte

### Esterno
La chiesa presenta una facciata monumentale, che insieme alla colonna votiva a San Biagio, chiude la quinta scenografica del corso del Borgo marateota. Sopra l'ingresso alloggia un affresco, datato al XVII secolo, che raffigura la scena dell'Annunciazione.
Ai lati del possente portale, si trovano due leoni in pietra, datati al XVI secolo, e che la letteratura storiografica marateota vuole insistentemente provenienti da una chiesa più antica.

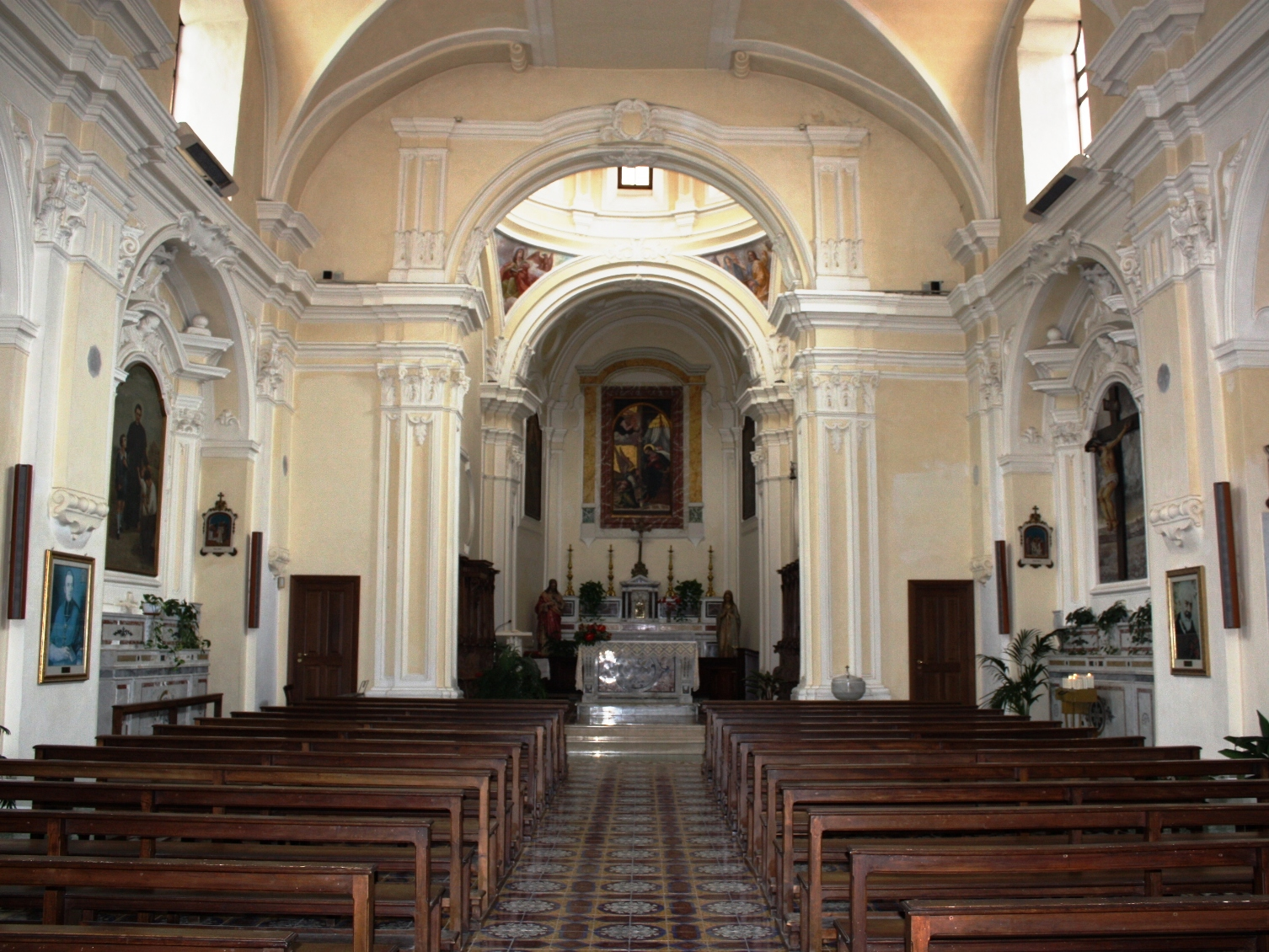
Interno della chiesa.

Il caratteristico campanile, con cupola moresca, è attraversato alla base da un angiporto.

### Interno
L'interno della chiesa, rimaneggiato e restaurato spesse volte fino a pochi anni fa, appare oggi decorato in stucco secondo le linee dello stile barocco.
Le principali opere d'arte presenti in chiesa sono:
- il dipinto di Santa Lucia, di ignoto pittore napoletano, donato alla chiesa dalla famiglia Buono nel 1755;
- il Martirio di san Lorenzo, pregevole tela del settecento di autore ignoto, si trova posto a un lato dell'altare maggiore;
- l'Annunciazione, attribuita a Simone da Firenze, pittore toscano operante in Basilicata nel XVI secolo. L'opera, di eccellente fattura, richiama l'iconografia dell'opera leonardesca.